# Hostal de Ca la Seca
L'Hostal de Ca la Seca és un edifici de Tortellà (Garrotxa) inclòs a l'Inventari del Patrimoni Arquitectònic de Catalunya.

## Descripció
Es tracta d'una casa entre mitgera situada al centre del poble de Tortellà. Disposa de baixos, amb dues grans portes d'ingrés i finestra central, damunt la qual hi ha la següent data: "J B/1850-1912". Al primer pis hi ha un gran balcó, sostingut per mènsules, amb tres portes d'accés que estan ornamentades amb grans fullatges estilitzats. Igual decoració tenen les obertures del segon pis.

## Història
L'arquitectura de Tortellà està molt marcada per l'incendi que va patir el poble durant les guerres carlines. El foc va destruir part dels antics habitatges, provocant la necessitat d'urgent remodelació entre finals del segle i principis del nostre. Així la majoria de les cases destacables presenten nombroses declaracions d'estuc pròpies del gust modernista i noucentista.